# Eduard Rembs
Eduard Rembs (* 17. September 1890 in Höhr, Westerwald; † 5. Juni 1964 in Berlin) war ein deutscher Mathematiker.

## Leben
Rembs studierte nach dem Abitur in Koblenz ab 1908 in Göttingen und Bonn mit dem Lehramtsexamen in Göttingen 1912. Er wurde 1918 bei Eduard Study an der Universität Bonn promoviert (Zur Verbiegung konvexer Flächen mit geschlossenem sphärischem Bild). Danach war er Lehrer an Gymnasien in Düren, Siegburg und ab 1927 am Kant-Gymnasium in Berlin-Spandau. 1935 wurde ihm aus politischen Gründen die Habilitation verweigert (er gab in einem Fragebogen an, SPD-Mitglied zu sein) und er verlor außerdem 1937 seinen Posten als Gymnasiallehrer (zwangsweise Versetzung in den Ruhestand). Danach arbeitete er als Versicherungsmathematiker. 1945 wurde seine Entlassung als Lehrer rückgängig gemacht, er war Studienrat und ab 1946 außerordentlicher und ab 1949 ordentlicher Professor für Geometrie an der TU Berlin. Nach der Aufnahme des ehemaligen Nationalsozialisten Ludwig Bieberbach in die Berliner Mathematische Gesellschaft BMG trat Rembs 1953 aus der BMG aus. 1956 wurde er emeritiert.
Er befasste sich mit Differentialgeometrie, speziell Verbiegungstheorie von Flächen, worüber in Berlin seit Julius Weingarten geforscht wurde.